# Култура Варна
Културата Варна, или халколитна култура край Варненския залив, е датирана към края на медно-каменната епоха (4400 – 4100 г. пр.н.е.). Името ѝ е въведено в научнo обръщение от румънския археолог Евжен Комша и българския – Хенриета Тодорова.
Нейните паметници се откриват на територията на съвременна Северна България. Относително обособена е от Култура Коджадермен-Гумелница-Караново VI (4500 – 4000 г. пр.н.е.) Смяташе се, че находките от Варненския халколитен некропол са най-старото технологично обработено злато в Европа и света, преди разкопките в Градът на птиците край Пазарджик. Намереното обработено злато край Пазарджик е с 200 – 300 г. по-старо от предметите във Варненския халколитен некропол.
Като цяло за тази култура е характерна фината керамика с блестящо полирана повърхност, вероятно работена с грънчарско колело. Керамиката се открива предимно в богатите некрополи. Най-представителен е Варненският халколитен некропол, съдържащ голям брой предмети от злато, мед, каменни изделия (вкл. и от обсидиан) и мидени чурупки Спонделус в няколко погребения. Значим е комплексът в Дуранкулак – нео-енеолитно селище и некропол с 1204 гроба, в които са открити, и украшения направени от злато и мед. Там са открити специялно покребални курамични комплекси и предмети направени от кремък, камък и спонделус. На Големия остров в "Археологически комплекс Дуранкулак" са открити едни от най-старите каменни градежи в Континентална Европа.
През петото хилядолетие пр. Хр. обитателите на Северозападното Черноморие създават високо развита цивилизация, със завидни за времето си технологични постижения и математически познания. За хората от тази епоха в региона са били познати числото π и златното сечение. За тях Черно море се превръща в основна търговска връзка и им позволява да осъществяват връзки с култури от по-отдалечени краища. Несъмнено близостта до морето изиграва важна роля в забележителното развитие на късноенеолитната културата „Варна“. По море са се осъществявали връзки и с Южна Бесарабия и с триполските племена, разположени между реките Прут и Днестър. Всички белези сочат, че това е най-старата известна цивилизация в Европа. Тя изчезва в края на V хил. пр.Хр., като причини за това са екологичните промени в началото на IV хил. пр.Хр. (рязкото затопляне на климата) и социалните сътресения в обществото, възникнали вследствие на неравномерното преразпределиние на блага, ясно видимо в праисторическия некропол при Дуранкулак.
Установено е, че представителите на късноенеолитната култура Варна са носители на Y-хромозомните хаплогрупи R1, CT, G2, G2a2b2b.